# غابرييل بيو
غابرييل بيو (1883- 1970) سياسي ودبلوماسي فرنسي، من أبرز المفوضين الساميين الذين عينتتهم فرنسا في سوريا.
البداية:
عيّن غابرييل بيو المفوّض السامي لكل من سوريا ولبنان في 1939 خلفاً للمفوض السامي دي مارتيل، حيث تمّ استقباله في بيروت استقبالاً حافلاً بحضور رجالات الدولتين وممثلي بعض الدول الأجنبية، فقام بالاطلاع على مختلف الأمور السياسية  في البلاد و ألمّ بواقع الحال، ثم ألقى خطاباً عن طريق الإذاعة في الحادي عشر من كانون الثاني داعياً الشعب للمحبة والسلام والتآخي مختتماً الخطاب بقوله: “إنّني بصفتي ممثل فرنسا الحر لسعيد بأن أراقب عن كثب وبكلّ اهتمام سير الأمور في سوريا ولبنان على ما يرام تبعاً لقاعدة التطور بما يضمن حرية هذين البلدين العزيزين وتحقيق أماني الأهلين والأصدقاء والمولى سبحانه وتعالى يأخذ بيد كل منا لما فيه الخير والسلام”.

## زيارته الأولى إلى سوريا
كانت  زيارته الأولى إلى سوريا مختلفة عن زيارات أسلافه، فلم يحتفِ به أحد، بل اتسمت زيارته بقمة البساطة، وذلك بناء على قرار قد أُخذ من ممثلي الكتلة الوطنية الذين تم استبعادهم في عهد سلفه دي مارتيل، وامتدت ردات الفعل السلبية هذه إلى كل من حلب وحماة حيث لم يستقبله في حلب سوى محافظها مصطفى الشهابي دون أي من وجهاء الحي، وتكرر الموقف في حماة ، مما دفعه إلى إنهاء جولته نظراً للاستخفاف الذي لقيه، فأفل عائداً لبيروت.

## القرارات التشريعية لغابرييل بيو في دمشق
كانت أولى القرارات التي شرعها مسيو بيو في دمشق في 30 آذار 1939 القرار 53 القاضي بعدم تطبيق  القرارين 146 – 60 على المسلمين، واللذين أقرهما المفوض السامي السابق دي مارتيل حيث تضمنا نظام الأحوال الشخصية للطوائف في سوريا ولبنان شاملين المسلمين والمسيحيين على قاعدة المساواة، ومن مقتضاهما إعطاء كل من أدرك سن الرشد وكان متمتعاً بقدراته العقلية حرية الاعتقاد الديني والمذهبي والانتقال من طائفة إلى أخرى وغير ذلك من تعديل له صلة بالمعتقدات الدينية والمعاملات المذهبية، إلا  أن المفوض السامي بيو ولحساسية هذه النواحي قصر العمل بهما على غير المسلمين في كل من سوريا ولبنان .
اتسمت الأجواء الشعبية في العاصمة بحلول ربيع 1939 بعدم الاستقرار وذلك نتيجة المظاهرات التي تطالب باسترجاع لواء اسكندرونة من جهة واستقالة الحكومة الوطنية من جهة أخرى، والتي تلاها تشكيل حكومة بتوجيه من الأتاسي لكنها لم تصمد نتيجة الفوضى في العاصمة، مما استدعى جيش الانتداب إلى الإشراف على الأمن العام واتخاذ التدابير لحفظ النظام، لكن هذا أثار حفيظة النواب الوطنيين مما اضطر مسيو بيو إلى تأجيل اجتماع مجلس النواب لمدة شهر لعدم قدرتهم على الوصول إلى اتفاق، وقد تكرر هذا التأجيل وانتشر القلق في كل نواحي الحقول السياسية والاقتصادية إلى أن قامت الوزارة  ومن بعدها الحكومة بالاستقالة، فاستدعى ذلك المندوب السامي إلى إصدار قرار مستنداً إلى استقالة رئيس الجمهورية من منصبه متضمناً إيقاف تطبيق الدستور السوري فيما يتعلق بتنظيم السلطة التنفيذية والتشريعية مؤقتاً، وحل مجلس النواب، بالإضافة إلى أن يعهد بتأمين السلطة التنفيذية تحت مراقبة المفوض السامي إلى مجلس يؤلف من مديري المصالح العامة برئاسة أحدهم وزير الداخلية بهيج الخطيب.
بعد أن أوقف المفوض السامي بيو العمل بالدستور السوري وأنهى الحكم الوطني، نزل عند رأي مندوبه في دمشق ومعاونيه ومعظم المستشارين في الوزارات فقرر في الثامن من تموز 1939 قيام حكومة مديرين في سوريا وعهد برئاستها إلى مدير الداخلية بهيج الخطيب، كما عهد بمديرية العدلية إلى القاضي المعروف خليل رفعة وبمديرية المالية إلى حسني البيطار و بالتعليم والتربية إلى عبد اللطيف الشطي أما بالزراعة إلى يوسف عطا الله، وكلّهم مختص بشؤون مهمته قائم عليها في عهد الوزارة السابقة، وقد عهد إليهم حين تأليف حكومة المديرين بأن يقوم كل منهم بمهام مديريته ومرجعهم جميعاً رئيس الحكومة مدير الداخلية و يتألف منهم مجلس مديرين يقوم مقام مجلس الوزراء.

## إقالة غابرييل بيو
كانت الكتلة الوطنية حين نشوب الحرب العالمية الثانية خارج السلطة، ولذلك وجدت في هذه الحرب أملاً في أن ينسى الشعب السوري الأخطاء التي قامت فيها الكتلة سابقاً، وقد كان لإعلان الحلفاء الحرب على ألمانيا تأثير واضح على السيطرة الفرنسية في سوريا ولبنان، حيث أعلنوا الحكم العرفي وأعطوا الضباط الفرنسيين الإذن في السيطرة على كلّ ما يحتاجون إليه فسخرت سيارات الأجرة لأغراض عسكرية ومنعت التجارة بالنفط للاستعمالات اليومية.
بعد أن تنحّت حكومة فرنسا عن أراضيها نتيجة استيلاء الجيش الألماني عليها بقي المفوض السامي بيو على رأس مهمته في كل من سوريا ولبنان، وموالياً للسلطات الفرنسية القائمة في المستعمرات الفرنسية ولا سيما الجزائر، لكن حكومة فيشي المتأثرة بنفوذ المحتلين الألمان قامت بإقالة بيو في 24 تشرين الثاني 1940 فتوجه مسرعاً إلى الجزائر وقام مقامه في المفوضية الجنرال فوجير.